# Изола (Лука)
Изола је насеље у Италији у округу Лука, региону Тоскана.
Према процени из 2011. у насељу је живело 41 становника. Насеље се налази на надморској висини од 623 м.